# タヌキベラ
タヌキベラ(B. izuensis)は、ベラ科に属す海水魚である。温帯域の岩礁に分布する。

## 分布
日本国内では、八丈島、伊豆諸島、神奈川県三浦半島西部-高知県柏島の太平洋沿岸。
日本国外では、台湾、オーストラリア南東岸シドニー湾、ニューカレドニア。

## 形態
全長は10センチメートル程度。雌雄や幼魚の色彩の違いはほとんどない。体側の3本の黒色縦帯は、オレンジ色の縦帯の上に重なるように伸びる。エラにある黒色斑は、成長とともに明瞭となる。オスがメスに求愛するときは、腹部の黒色縦帯が薄れ、黄色っぽくなる。若魚はシマキツネベラに似るが、尾鰭が透き通っていることから識別できる。

## 生態
潮通しのよい岩礁斜面で、水深30メートル以深の岩礁で見られる。ベニヒレイトヒキベラやオグロベラなどと混泳していることが多い。数匹の群れをつくることがある。

## 名称
伊豆海洋公園で益田一氏のグループによって発見された。そのため、学名は伊豆半島で発見されたことからizuensisとなっている。